# Симеон Спиридонов
Симеон Димитров Спиридонов е български художник.

## Биография
Роден е на 20 август 1944 г. в Севлиево, където са евакуирани родителите му по време на Втората световна война. Правнук е на видния възрожденец Христо Спиридонов – първи кмет на Севлиево след Освобождението от турско владичество, депутат във Великото Народно събрание. Главната улица на град Севлиево носи името на Христо Спиридонов.
Симеон Спиридонов е внук на подполковник Григор Спиридонов, загинал геройски при Разлог през 1912 г. по време на Междусъюзническата война. Главната улица на града носи неговото име. Баща му Димитър Спиридонов е икономист, осъден от Народния съд.
Бъдещият творец прекарва детството и младежките си години в родния си град. По време на военната си служба, едва 18-годишен, Симеон Спиридонов публикува първите си творби – рисунки, илюстрации и карикатури. Той е майстор на илюстрациите и графиката, а през втората половина от творческия си живот е в плен на живописта. Пластичното му многообразие очарова нобелиста Камило Хосе Села, който го нарича „българския Дали“.
Изкуството на Симеон Спиридонов оставя следи с посланията си сред ценители на изкуството от цял свят. Творби на Симеон Спиридонов са експонирани в изложби в Испания, Гърция, САЩ, Русия, Мексико, Португалия, Полша и много други. През 1994 г. е отличен с наградата Хуан Миро във Валенсия. Творецът е включен в престижната френска класация „100 художници-енциклопедисти на 20 век“. Илюстрира повече от 200 книги, автор е и на 20 книжки с рисунки и 14 анимационни филми. През 2004 г. излиза автобиографичната му книга „Шутаранга“ (изд. „Весела Люцканова“), чието заглавие идва от популярна в миналото песен „Забравил шута ранга свой...“ 
Спиридонов е член на Световната асоциация на художниците към FIAP-UNESCO, както и на Международната организация за защита на животните. За художественото си творчество Симеон Спиридонов е удостоен със званието академик на Българската академия за наука и изкуство през 2013 г. Носител е на високото държавно отличие „Златен век“.
Симеон Спиридонов е вдовец, има 3 дъщери и 7 внука и живее в село Дрен, Радомирско, близо до София. Той е инициатор и дарител на първата училищна галерия в село на Балканите. С негова помощ и съдействие в Дрен е основана местна художествена гимназия.